# Euphilotes pallescens
Euphilotes pallescens is een vlinder uit de familie van de Lycaenidae. De wetenschappelijke naam van de soort is voor het eerst gepubliceerd in 1955 door James Wilson Tilden en John Charles Downey.
De soort komt voor in het westen van de Verenigde Staten.